# Zwerchfell
Das Zwerchfell oder Diaphragma (von altgriechisch διάφραγμα diáphragma, deutsch ‚Trennwand‘ bzw. ‚Zwerchfell‘) ist eine Muskel-Sehnen-Platte, welche bei Säugetieren quer zur Körperachse unterhalb des Brustkorbs verläuft und die Brust- und die Bauchhöhle voneinander trennt. Es hat eine kuppelförmige Gestalt und ist der wichtigste Atemmuskel. Die Muskelkontraktion des Zwerchfells führt zu einer Einatmung (Inspiration). Beim Menschen ist es 3 bis 5 mm dick und leistet in Ruhe 60 bis 80 % der zur Inspiration benötigten Muskelarbeit.

## Worterklärungen
Der Name „Zwerchfell“ leitet sich vom veralteten deutschen Wort zwerch ‚quer, querliegend‘ ab, dies von mittelhochdeutsch/althochdeutsch twërch. Der Bestandteil „Fell“ stammt von germanisch *fel für ‚Haut‘ (indogermanisch *pel-, vgl. Pelle, sich pellen für ‚häuten‘) ab, in derselben Bedeutung auch in Trommelfell, Bauchfell oder Tierfell. Da das Lachen eine stark beschleunigte Folge von Atembewegungen darstellt und das Zwerchfell an diesem Vorgang beteiligt ist, gibt es im Deutschen eine Reihe diesbezüglicher Redewendungen und Wortzusammensetzungen („Zwerchfellattacke“).
Im antiken Griechenland hielt man das Zwerchfell (φρήν phrēn) für den Sitz des Denkens und der Gefühle. Daher kommt das Wort auch in der Bezeichnung der psychischen Krankheit Schizophrenie vor, obwohl das Zwerchfell nicht an dieser Krankheit beteiligt ist.
Der medizinische Begriff Diaphragma kommt von dem spätlateinischen diaphragma ‚Zwerchfell‘, welches vom altgriechischen διάφραγμα [dɪˈapʰraŋma] kommt, das ‚Zwischenwand‘, ‚Scheidewand‘ und ‚Zwerchfell‘ bedeutet. Der anatomische Begriff stammt von Gerhard von Cremona (12. Jahrhundert). Er wird sowohl in der Anatomie für weitere Trennwände, durch die etwas hindurchtritt, wie beim Beckenboden (Diaphragma pelvis und Diaphragma urogenitale) oder dem Diaphragma sellae (zwischen Gehirnbasis und Hypophyse) als auch außerhalb der Anatomie verwendet (→ Diaphragma).
Leonardo da Vinci demonstrierte zeichnerisch das Zwerchfell als Trennwand zwischen den Brust- und Bauchorganen sowie dessen Rolle bei der Atmung.

## Anatomischer Aufbau

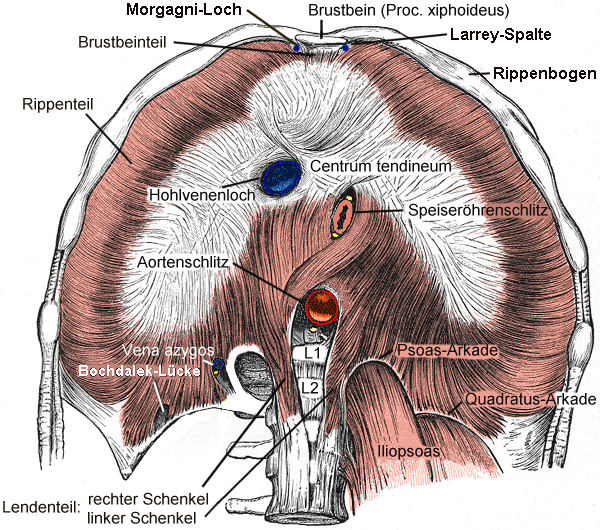
Zwerchfell des Menschen von unten

Der muskulöse Anteil des Zwerchfells wird nach dem Ursprung in drei Anteile untergliedert: Lenden-, Brustbein- und Rippenteil. Alle drei Anteile enden in einer gemeinsamen Sehnenplatte ('Centrum tendineum'), die aus den miteinander verflochtenen Sehnenfasern besteht. Das Verhältnis zwischen dem muskulösen und dem sehnigen Anteil ist innerhalb der Säugetiere variabel. Hunde und Katzen besitzen eine kleine, schmale und Y-förmige Sehnenplatte, bei den übrigen Haustieren und beim Menschen ist sie V- bis herzförmig und stellt die größte Zwerchfellportion dar. Der muskulöse Anteil des Zwerchfells wird beim Schlachttier auch Kronenfleisch genannt.
Der Lendenteil (Pars lumbalis) entspringt an der, der Bauchseite zugewandten Fläche (=ventral) der Lendenwirbelsäule. Er besteht aus einem rechten (Crus dextrum) und einem linken Schenkel (Crus sinistrum). Diese „Zwerchfellpfeiler“ stellen Muskelstränge dar, die beim Menschen nach oben (kopfwärts), bei den Tieren infolge der horizontalen Körperorientierung nach vorn (kopfwärts) ziehen. Der rechte Schenkel ist kräftiger und kann in zwei (Mensch: Crus mediale und Crus laterale) oder drei Unterabschnitte unterteilt werden. Am Lendenteil gibt es drei sehnige Bögen. Die Quadratus- (Ligamentum arcuatum laterale) und die Psoasarkade (Ligamentum arcuatum mediale) umgreifen bauchseitig die beiden Anteile des Musculus iliopsoas, die Aortenarkade (Ligamentum arcuatum medianum) den Aortenschlitz (s. u.).

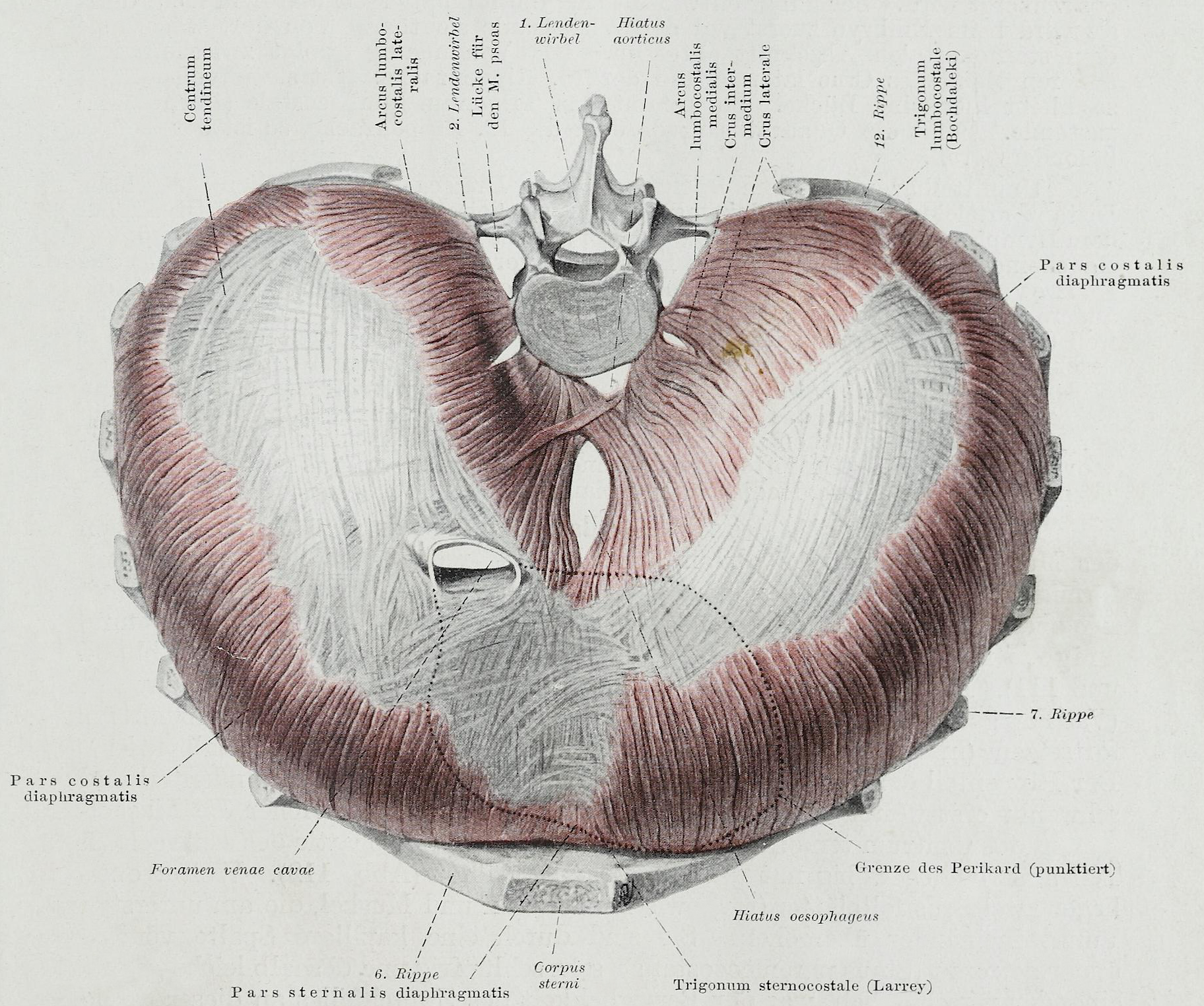
Exakte anatomische Wiedergabe des Zwerchfell des Menschen von oben (aus dem Lehrbuch der Anatomie von Hermann Braus).

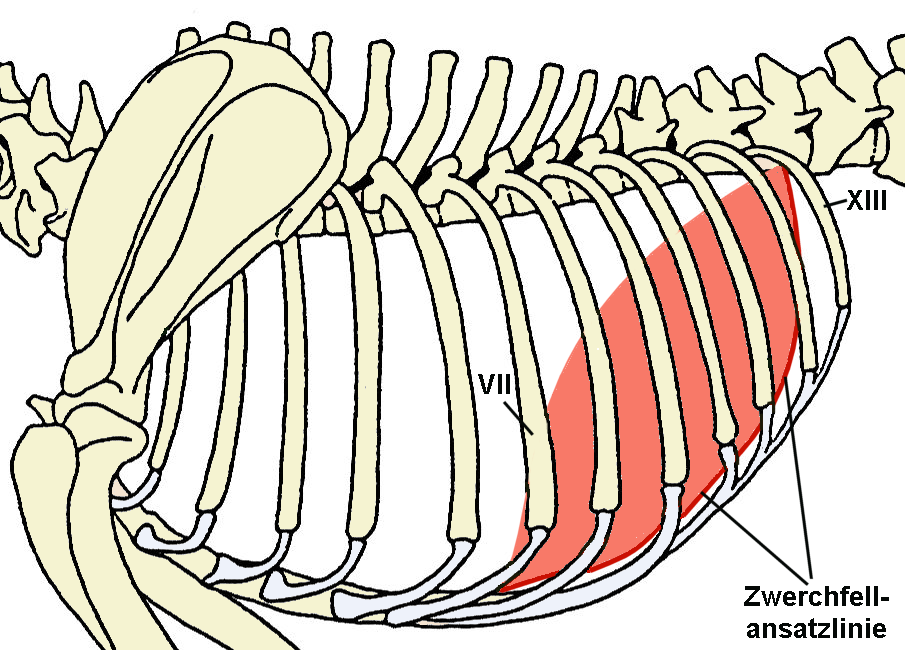
Seitliche Zwerchfellprojektion und Zwerchfellansatzlinie, Hund.
(römische Ziffern = Rippennummern)

Der Lendenteil grenzt seitlich an den Rippenteil (Pars costalis), der an den Rippen (Costae) bzw. an den Rippenknorpeln entspringt. Die Verbindungslinie der einzelnen Ursprünge an den Rippen (Zwerchfellansatzlinie) verläuft schräg und ist bei den einzelnen Säugetierarten infolge variierender Rippenzahlen unterschiedlich. Als Richtwert verläuft sie rückenseitig (dorsal) von der letzten Rippe bauchwärts (ventral) zur siebten Rippe. Der Grad der Schrägstellung variiert tierartlich vergleichend also in Abhängigkeit von der Länge des Brustkorbs bzw. der Rippenzahl. Bei einigen Meeressäugern (Wale, Seekühe) liegt das Zwerchfell fast horizontal. Da sich die Lunge in den Raum seitlich des Scheitelpunkts der Zwerchfellkuppel bis maximal zu dieser Ansatzlinie ausdehnen kann (Recessus costodiaphragmaticus), bestimmt die Zwerchfellansatzlinie auch das maximale Lungenperkussionsfeld.
Der Rippenteil grenzt bauchseitig an den kleinen Brustbeinteil (Pars sternalis). Er entspringt am Ende des Brustbeins (Sternum), am sogenannten Schwertfortsatz (Processus xiphoideus).
Das Zwerchfell ist von einer Faszie bedeckt und auf der Brusthöhlenseite von Brustfell (Pleura diaphragmatica), auf der Bauchhöhlenseite von Bauchfell (Peritoneum) überzogen. Die Kuppelform des Zwerchfells kommt durch den Unterdruck in der Pleurahöhle und das Bestreben der Lunge, sich zusammenzuziehen („Retraktionskraft“ der Lunge) zustande.

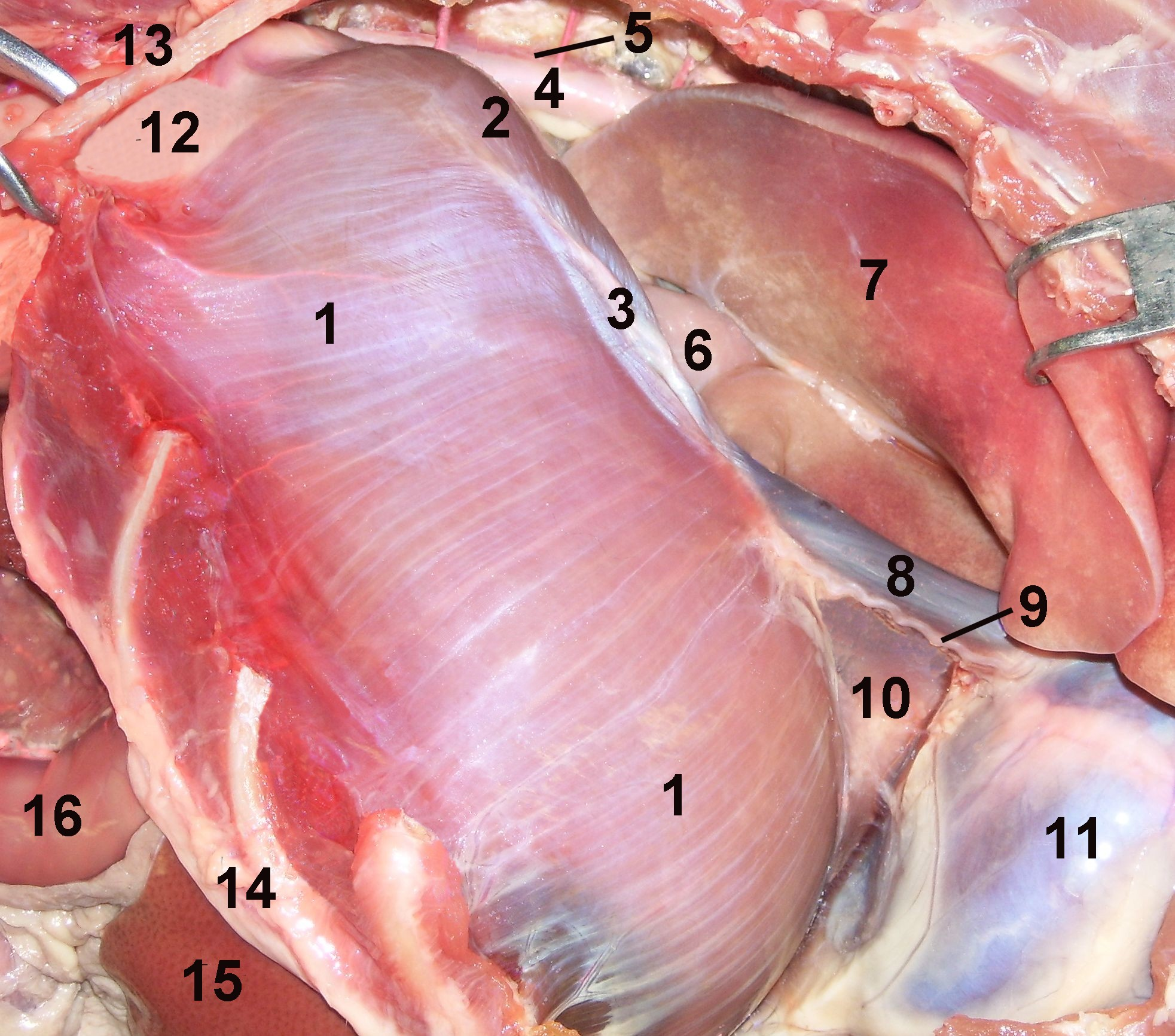
Brusthöhle mit Zwerchfell von rechts, Katze
1 Rippenteil des Zwerchfells, 2 rechter Schenkel des Lendenteils des Zwerchfells, 3 Centrum tendineum des Zwerchfells, 4 Aorta, 5 Ductus thoracicus, 6 Speiseröhre, 7 rechte Lunge (Lobus caudalis), 8 Vena cava caudalis, 9 Nervus phrenicus, 10 rechte Lunge (Lobus accessorius), 11 Herz im Herzbeutel, 12 Arcus lumbocostalis (Bochdalek-Lücke), 13 letzte, 13. Rippe, 14 Rippenbogen, 15 Leber, 16 Zwölffingerdarm

Im Zwerchfell gibt es drei größere Öffnungen. Der Aortenschlitz (Hiatus aorticus) befindet sich rückenseitig zwischen den beiden Schenkeln des Lendenteils. Er ist schräg angeordnet und reicht beim Menschen vom ersten Lendenwirbel bis zum elften Brustwirbel. Durch den Aortenschlitz ziehen die Hauptschlagader (Aorta) und ein großer Lymphsammelstamm, der Ductus thoracicus. Der Speiseröhrenschlitz (Hiatus oesophageus) liegt zwischen den Unterabschnitten des rechten Lendenschenkels, beim Menschen in Höhe des zehnten Brustwirbels. Durch den Speiseröhrenschlitz ziehen die Speiseröhre (Oesophagus) sowie die beiden Hauptstämme des Nervus vagus (Truncus vagalis anterior und posterior, bei Tieren als Truncus vagalis ventralis und dorsalis bezeichnet). Die dritte größere Öffnung ist das Hohlvenenloch (Foramen venae cavae). Es befindet sich in der Sehnenplatte. Durch dieses Loch zieht die untere Hohlvene (Vena cava inferior, bei Tieren Vena cava caudalis). Im Gegensatz zu den beiden Schlitzen, in denen die durchtretenden Strukturen verschiebbar gelagert sind, ist die Hohlvene in einem festen Bindegewebsring mit dem Zwerchfell verwachsen. Diese Verwachsung ist für die Formveränderung des Zwerchfells bei der Kontraktion verantwortlich und verhindert das Zusammenfallen der Vene.
Darüber hinaus gibt es einige kleinere Öffnungen. Im rechten Lendenschenkel befindet sich eine Öffnung für die Vena azygos und den Nervus splanchnicus major. Rückenseitig vom Aortenschlitz tritt der Grenzstrang (Truncus sympathicus) durch das Zwerchfell. Zwischen den muskulösen Anteilen liegen nur durch lockeres Bindegewebe verschlossene, muskelfreie Bezirke. Die Larrey-Spalte (Trigonum sternocostale sinistrum) und das Morgagni-Loch (Trigonum sternocostale dextrum) liegen links bzw. rechts zwischen Rippen- und Brustbeinteil. Durch sie zieht die Vena epigastrica superior (bei Tieren Vena epigastrica cranialis), der Endast der inneren Brustkorbvene (Vena thoracica interna). Zwischen Rippen- und Lendenteil liegt beidseitig die Bochdalek-Lücke oder das Bochdalek-Dreieck (Trigonum lumbocostale, in der Veterinäranatomie Arcus lumbocostalis). An diesen Stellen ist das Zwerchfell am schwächsten, weshalb hier am häufigsten Eiteransammlungen (Abszesse) durchbrechen oder Zwerchfellbrüche auftreten. Weitere Schwachstellen sind der Aorten- und der Speiseröhrenschlitz, da hier ebenfalls nur lockeres Bindegewebe die Öffnung stabilisiert.
Brusthöhlenseitig grenzt das Zwerchfell an die Lungen, das Mediastinum und bei einigen Säugetieren (Mensch, Raubtiere) auch an den Herzbeutel, bauchhöhlenseitig vor allem an die Leber. Bei den Wiederkäuern hat nur die rechte Zwerchfellseite Kontakt mit der Leber, durch die großen Vormägen wird die Leber nach rechts verdrängt und die linke Zwerchfellhälfte steht in unmittelbaren Kontakt mit Netzmagen, Blättermagen und Pansen.

## Versorgung des Zwerchfells

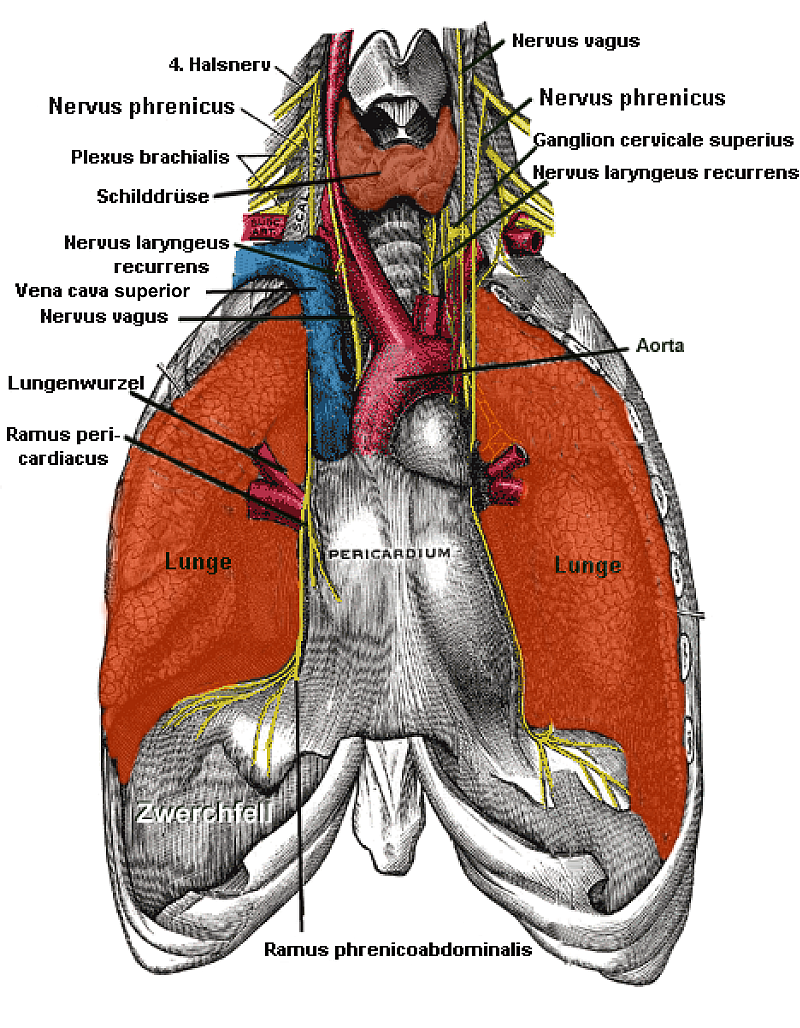
Brustsitus des Menschen mit Nervus phrenicus

Die Nervenversorgung (Innervation) des Zwerchfells erfolgt durch den Zwerchfellnerv (Nervus phrenicus). Dieser entspringt beim Menschen aus dem dritten bis fünften Halssegment (C3 bis C5) des Rückenmarks und ist Teil des Halsgeflechts (Plexus cervicalis). Das Kennsegment ist das vierte Halssegment; in einigen Fällen kann der Nervus phrenicus auch Anteile aus den Segmenten C2 oder den Segmenten C6 und C7 erhalten.
Darüber hinaus können sogenannte Nebenphrenici (Nervi phrenici accessorii) vorkommen, also zusätzliche Nerven aus den Halssegmenten C5 bis C7. Bei den meisten Säugetieren kommen alle Phrenikusanteile aus dem fünften bis siebten Halssegment, der Nervus phrenicus der Tiere entspricht also dem Nebenphrenicus des Menschen. Ein geringer Anteil der Zwerchfellmuskulatur wird auch von Ästen der Spinalnerven der hinteren Brustsegmente innerviert.
Die zentrale Steuerung des Zwerchfells erfolgt über das Atemzentrum im verlängerten Mark und in der Brücke. Von hier aus werden die motorischen Wurzelzellen des Nervus phrenicus im Halsmark willensunabhängig rhythmisch angeregt. Das Zwerchfell unterliegt damit teilweise einer autonomen Steuerung. Wie die übrige Skelettmuskulatur ist das Zwerchfell aber auch willkürlich beeinflussbar. Dies erfolgt über Nervenbahnen aus der Großhirnrinde, die beispielsweise das „Luftanhalten“ ermöglichen.

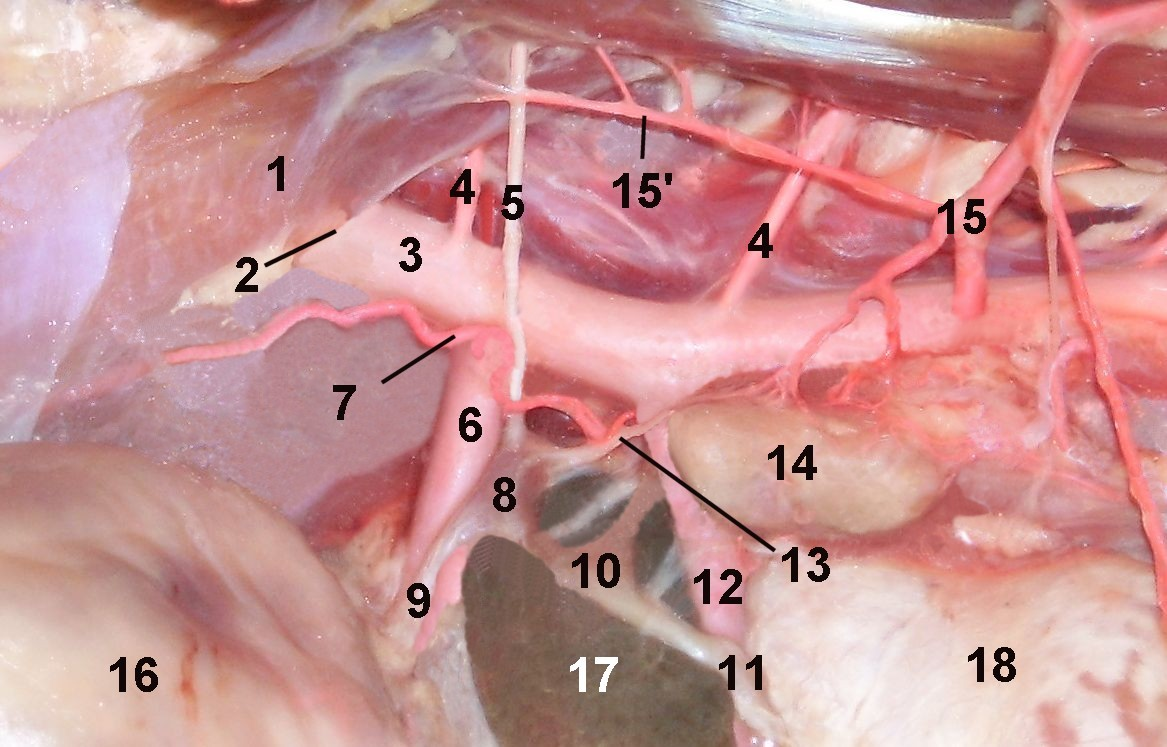
Aortenschlitz und Blutgefäße des Zwerchfells einer Katze.
1 Linker Zwerchfellschenkel, 2 Aortenschlitz, 3 Aorta, 7 A. phrenica caudalis, 15 A. abdominalis cranialis (15' Zwerchfellast).
14 Nebenniere 16 Magen, 17 Leber, 18 Niere

Die Blutversorgung erfolgt über mehrere kleinere Arterien. Aus der inneren Brustkorbarterie (Arteria thoracica interna) entspringen beidseitig die Arteria pericardiacophrenica (nur beim Menschen) und die Arteria musculophrenica (alle Säugetiere). Darüber hinaus ziehen aus dem Brustteil der Aorta beim Menschen die Arteria phrenica superior (obere Zwerchfellarterie) und aus dem Bauchteil der Aorta bei allen Säugetieren die Arteria phrenica inferior (untere Zwerchfellarterie, bei den Tieren als hintere Zwerchfellarterie, Arteria phrenica caudalis, bezeichnet) an das Zwerchfell. Bei einigen Säugetieren (z. B. Raubtiere, Schweine) versorgt auch die vordere Baucharterie (Arteria abdominalis cranialis) das Zwerchfell mit. Der Blutabfluss erfolgt über die gleichnamigen Venen.

## Embryologie

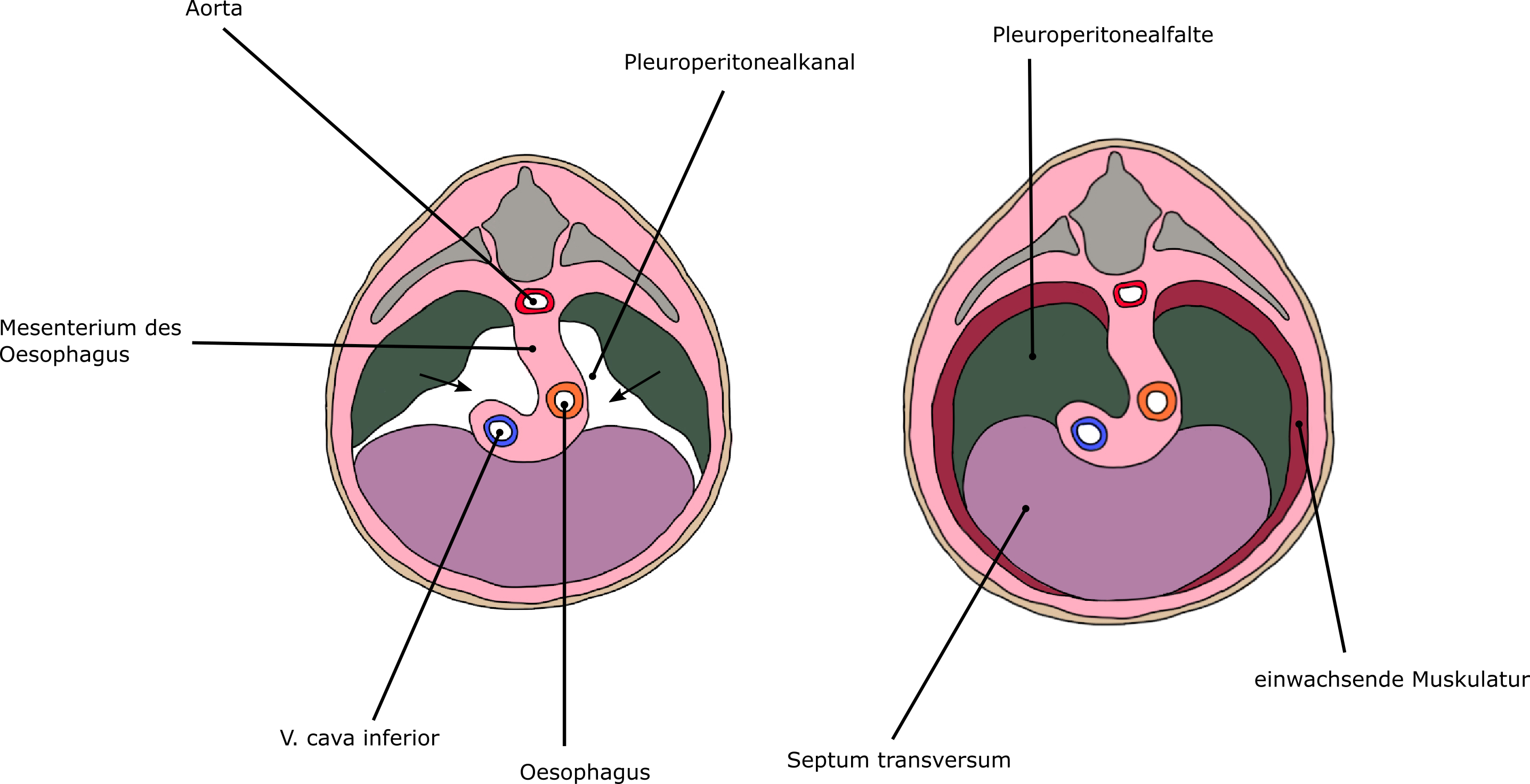
Embryonale Entwicklung des Zwerchfells

Beim Embryo ist die Leibeshöhle zunächst ungeteilt und wird hier als intraembryonales Coelom bezeichnet. Das Zwerchfell entsteht zunächst im vorderen Halsbereich aus vier unterschiedlichen Anlagen.
Die Sehnenplatte entsteht aus dem Septum transversum. Es handelt sich hierbei um eine aus dem Mesoderm auswachsende Trennwand, die von der Bauchseite in Richtung Rücken wächst, ohne diesen jedoch zu erreichen. Von der rückenseitigen Wand des Coeloms wachsen dem Septum transversum die sogenannten pleuroperitonealen Membranen (Membranae pleuroperitoneales, dorsale Zwerchfellfalten) entgegen. Aus dem rückenseitigen Gekröse der Speiseröhre (Mesoesophagus dorsalis) entsteht der Lendenteil des Zwerchfells. Der Abschnitt im Winkel zwischen Rippen und Zwerchfell (Recessus costodiaphragmaticus) entsteht aus der Körperwand selbst.
Sekundär wandern die Muskelvorläuferzellen (Myoblasten) der Myotome des Halses ein, wodurch sich auch die überwiegende Innervation aus Ästen der Halsnerven erklärt.
Entwicklungsgeschichtlich kann man in zwei Anteile, die Pars costo-sternalis und die Pars lumbalis unterscheiden, was für die Lokalisation der angeborenen Zwerchfelldefekte interessant ist.
Das Zwerchfell erfährt in der weiteren Entwicklung mit der Streckung des Halses und der Verlagerung des Herzens beim Embryo eine Verlagerung nach kaudal (beim Menschen nach unten, bei Tieren entsprechend nach hinten) in seine endgültige Position.

## Funktion

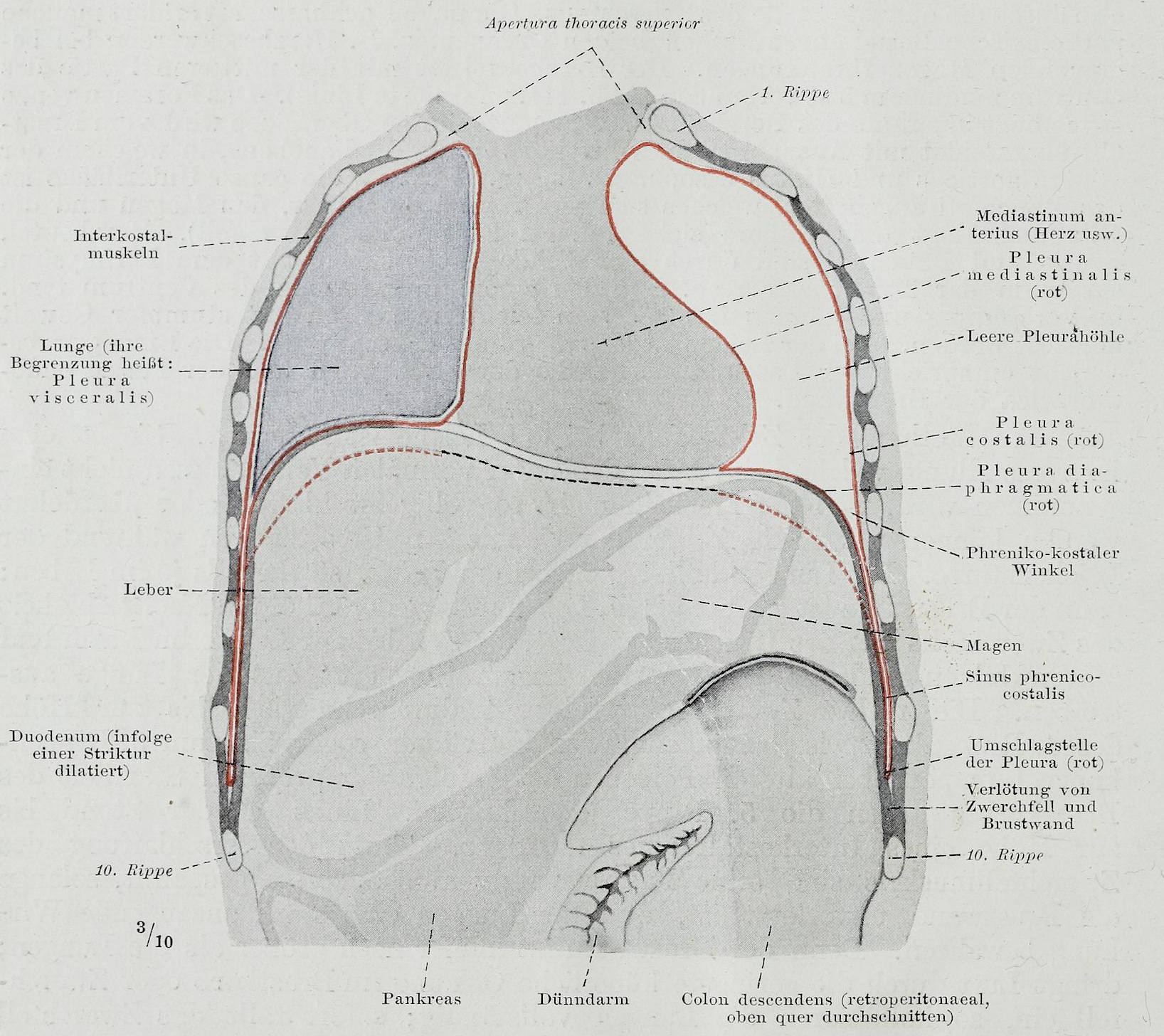
Zwerchfell im frontalen Querschnitt. Die kaudale Ausdehnung der Pleura ist beispielsweise bei Punktionen zu beachten.

Das Zwerchfell trennt die Brusthöhle von der Bauchhöhle.
Das Zwerchfell ist der „Motor“ der sogenannten Zwerchfellatmung (weniger treffend auch Bauchatmung genannt). Die Rolle des Zwerchfells bei der Einatmung (Inspiration) wird durch weitere Muskeln, die sogenannten Inspirationsmuskeln unterstützt, welche durch ein Anheben der Rippen zu einer weiteren Vergrößerung des Brustkorbs beitragen (Brustatmung). Das Verhältnis von Brust- zu Zwerchfellatmung variiert tierartlich sowie alters-, trainings- und belastungsabhängig und kann darüber hinaus auch willkürlich beeinflusst werden. Bei Säuglingen und alten Menschen dominiert die Zwerchfellatmung, bei Erwachsenen bewegt sie 60 bis 80 % der eingeatmeten Luft. Bei den meisten Säugetieren kann durch die Brustatmung selbst bei einer kompletten Lähmung des Zwerchfells (Zwerchfellparese) eine für Ruhe und geringe Belastung ausreichende Belüftung der Lunge aufrechterhalten werden.

Schematisierte Animation der Atemmechanik. Beachte: Offensichtlich Darstellung von dorsal, da gewöhnlich die rechte Zwerchfellkuppel aufgrund der darunter liegenden Leber höher als die linke liegt.

Das zum Brustraum gewölbte Zwerchfell kontrahiert sich beim Einatmen. Beim Menschen verkürzt es sich dabei um maximal 30 bis 34 %. Bei dieser Kontraktion flacht es sich ab und die Kuppelform geht in eine Kegelform über. Zu dieser Formveränderung trägt die feste Verbindung mit der unteren Hohlvene am Scheitel der Zwerchfellkuppel bei, das Hohlvenenloch verlagert sich nur wenig nach unten und vorn (bei Tieren entsprechend nach hinten und unten, fachsprachlich kaudoventral). Außerdem bewirkt die Kontraktion des Zwerchfells auch ein geringgradiges Anheben der unteren Rippenränder und damit auch eine gewisse Erweiterung des Brustkorbs. Durch die Zwerchfellaktion wird vor allem der Raum im Winkel zwischen Brustwand und Zwerchfell, der Recessus costodiaphragmaticus, erweitert.

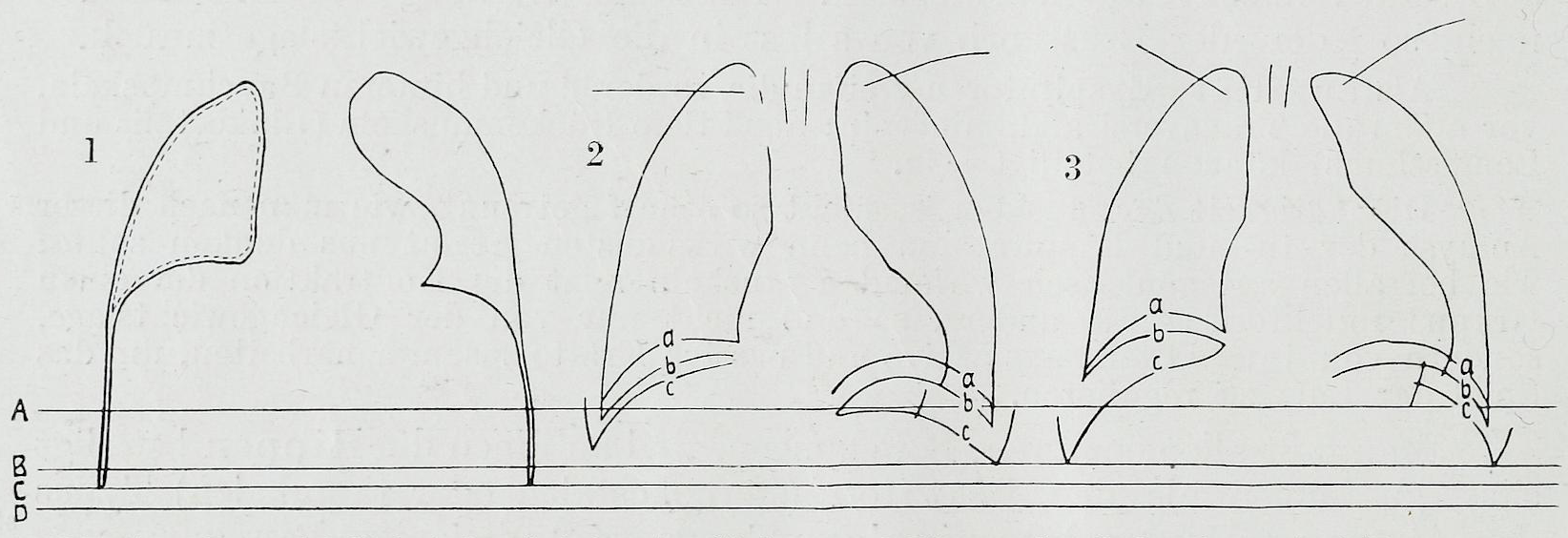
Zwerchfellstand bei der Leiche (links) sowie – anhand von Röntgenbildern ermittelt – im Stehen (mittig) und im Liegen (rechts) beim Lebenden.

Durch diesen Vorgang wird der Brustraum vergrößert und somit der Unterdruck in der hermetisch abgeschlossenen Pleurahöhle erhöht. Der Brustfellüberzug der Lunge (Pleura pulmonalis) ist bei den meisten Säugetieren durch einen Flüssigkeitsfilm, die sogenannte Pleuraflüssigkeit, adhäsiv mit der Innenauskleidung (ebenfalls aus Brustfell) der Brusthöhle und damit auch mit dem Zwerchfell verbunden. Lunge und innere Brusthöhlenwand/Zwerchfell sind also wie zwei angefeuchtete, aufeinandergelegte Glasscheiben verbunden, die sich zwar nicht voneinander abheben lassen, aber gegeneinander verschieblich sind. Da diese Flüssigkeit sich nicht ausdehnen kann, wird mit der Vergrößerung der Brusthöhle auch die Lunge erweitert. Nun strömt bei geöffneter Stimmritze Luft in die Lungen, da der äußere Luftdruck größer ist als der Druck in der Lunge. Bei einigen Säugetieren (Elefanten, Tapire) sind die beiden Brustfellblätter miteinander verwachsen, hier muss die Lunge natürlich der Brusthöhlenerweiterung erst recht folgen.
Die Kontraktion des Zwerchfells verdrängt die Organe des Oberbauchs (bzw. der vorderen Bauchhöhle bei Tieren) nach unten (bzw. hinten). Durch eine Erschlaffung der Bauchmuskulatur und Vorwölbung der Bauchdecke wird den Organen jedoch der notwendige Raum bereitgestellt, sodass es bei normaler Atmung zu keinem Druckanstieg in der Bauchhöhle kommt. Da die Bauchbewegung jedoch nur eine passive Folgeerscheinung ist, sollte der Begriff „Zwerchfellatmung“ dem der „Bauchatmung“ vorgezogen werden.
Beim Ausatmen (Exspiration) entspannt sich das Zwerchfell. Durch die elastischen Fasern in der Lunge sowie die Oberflächenkräfte in den Lungenbläschen (Retraktionskräfte) zieht sich die Lunge zusammen und das Zwerchfell wieder in die Kuppelform zurück. Die Ausatmung vollzieht sich während der Atmung in Ruhe also ohne aktive Mitwirkung von Muskeln.
Neben der Atemfunktion kann das Zwerchfell zusammen mit den Bauchmuskeln zum Druckaufbau in der Bauchhöhle eingesetzt werden, nämlich wenn sie sich gleichzeitig kontrahieren, die Vorwölbung des Bauches also unterbunden wird. Dies findet z. B. beim Stuhlgang oder bei Presswehen statt. Bei Ausatemtechniken wie der Atemstütze wirkt das Zwerchfell mit der übrigen Atemmuskulatur zusammen. Auf die Beteiligung des Zwerchfells beim Lachen wurde bereits im Abschnitt „Wortbedeutungen“ hingewiesen.
Der Lendenteil des Zwerchfells unterstützt als „äußerer Schließmuskel“ den unteren Speiseröhrenschließmuskel, einen komplexen Verschlussmechanismus am Übergang von der Speiseröhre zum Magen. Die Kontraktion des Zwerchfells führt durch eine Verengung des Speiseröhrenschlitzes zu einem Druckanstieg im Speiseröhrenschließmuskel mit jeder Einatmung.
Schließlich sind die durch das Zwerchfell hervorgerufenen Veränderungen des Drucks innerhalb der Brusthöhle für den Bluttransport in den Venen der Brusthöhle von Bedeutung.
Training der Zwerchfellmuskulatur
Im Sport hat die Zwerchfellmuskulatur eine doppelte Funktion: Einerseits ist sie durch das intensive Atmen besonders gefordert, andererseits trägt die angespannte Muskulatur zur Stabilisierung des Oberkörpers bei. Auch wenn bis zu den 1930er Jahren Atemübungen (auch am offenen Fenster) zum Standardtrainingsprogramm vor allem der Mittel- und Langstreckensportler gehörten, so wurden sie später vernachlässigt. Da aber die Zwerchfellmuskulatur ähnlich wie andere Muskulatur trainiert werden kann, ist es erforderlich, die Muskulatur durch Kraftübungen zu stärken. Hierzu ist beispielsweise Training gegen Wasserwiderstand sinnvoll. Die Forschung hierzu zeigt, dass bei entsprechendem Training die Ermüdungsrückstände der Atmungsmuskulatur signifikant zurückgehen.

## Funktionsstörungen und Erkrankungen
Eine Verkrampfung des Zwerchfells führt zum – in der Regel harmlosen – Schluckauf (Singultus). Hierbei handelt es sich um einen klonischen Krampf. Nach neuerer Ansicht werden die ebenfalls zumeist harmlosen Seitenstiche durch eine Verkrampfung des Zwerchfells infolge einer Sauerstoffunterversorgung verursacht. Andauernde und damit lebensgefährliche Zwerchfellkrämpfe können beispielsweise beim Wundstarrkrampf auftreten.

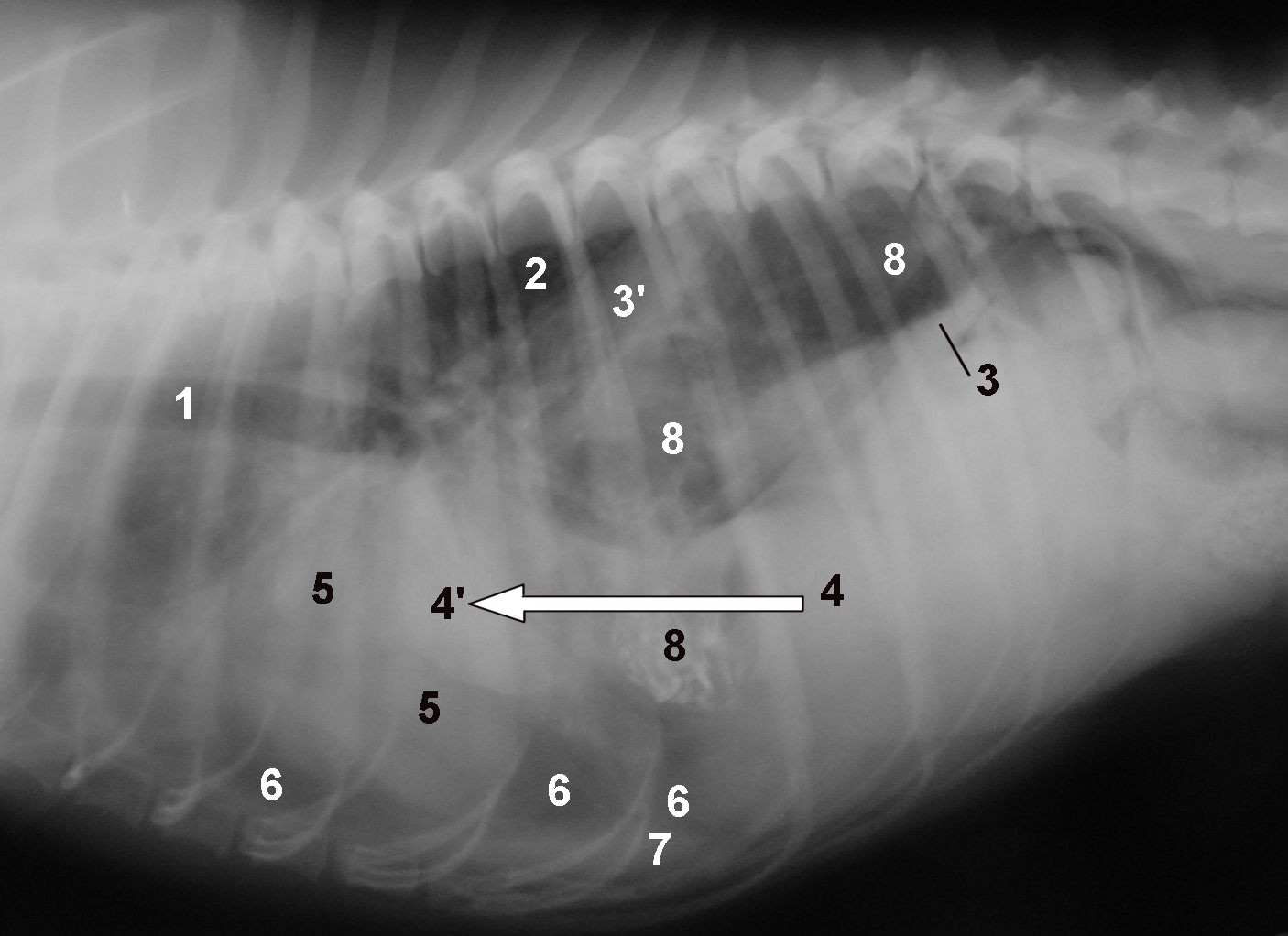
Röntgenaufnahme einer rechtsseitigen Zwerchfellruptur beim Hund mit Verlagerung von Leber (4), Milz (7) und Magen (8). 3 zeigt auf die erhaltene linke Zwerchfellansatzlinie.

Infolge erhöhter Drücke in einer der beiden Körperhöhlen kann es zu Lageveränderungen des Zwerchfells kommen. Ein erhöhter Druck in der Bauchhöhle führt zu einem Zwerchfellhochstand, zum Beispiel bei Lebervergrößerung, Milzvergrößerung, Magenüberladung, Tumoren oder Schwangerschaft. Ein Zwerchfelltiefstand kann durch eine obstruktive Lungenerkrankung oder einen Pleuraerguss entstehen. Bei diesen Lageveränderungen des Zwerchfells ist die Atmung eingeschränkt.
Eine Verletzung des Zwerchfells, zum Beispiel eine Durchbohrung (Perforation) oder eine Zwerchfellruptur, kann lebensbedrohliche Folgen haben, wenn dadurch kein Unterdruck im Brustraum erzeugt werden kann (Pneumothorax). Zudem kann die Perforation des Zwerchfells, beispielsweise bei Schussverletzungen oder bei Messerstichen, auch in die Bauchhöhle führen. Dies hängt von der Richtung und Länge der Wunde sowie In-/ Exspirationsstellung im Augenblick der Verletzung ab; besonders kritisch sind Verletzungen der vorderen Brustand in Höhe des 5. und des 6. Intercostalraums.
Bei der Fremdkörpererkrankung der Wiederkäuer perforieren Fremdkörper aus dem Netzmagen das Zwerchfell und können eine eitrige Herzbeutelentzündung oder Lungenentzündung hervorrufen, Störungen der Atemmechanik treten aber praktisch nie auf.

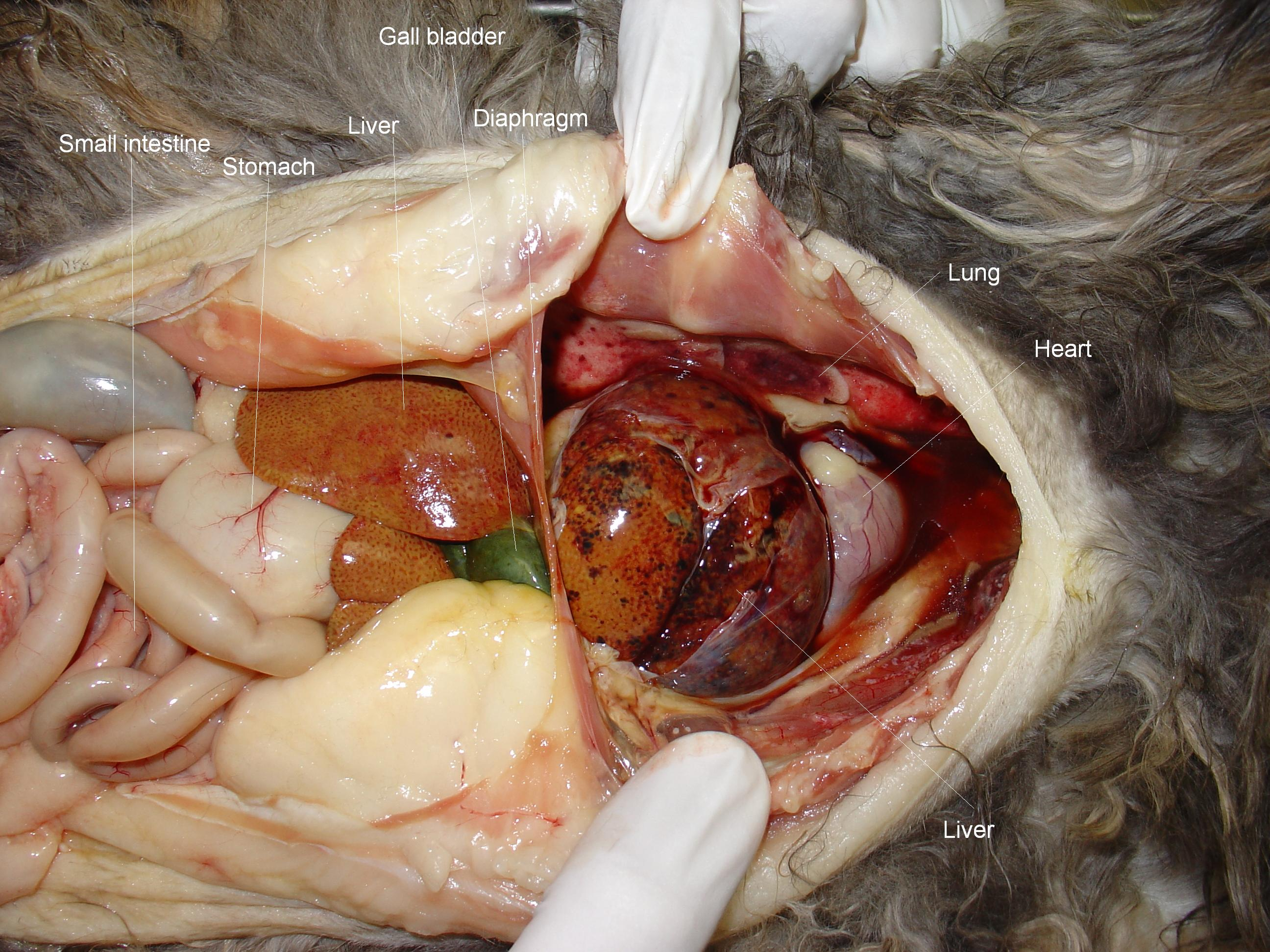
Peritoneoperikardiale Zwerchfellhernie bei einer Katze, Sektionssitus

Als Zwerchfellhernie (Hernia diaphragmatica) bezeichnet man ein Hindurchtreten von Bauchhöhlenorganen durch das Zwerchfell in den Brustraum. Eine Zwerchfellhernie kann durch eine Fehlbildung des Zwerchfells angeboren sein, sie wird bei einem von 2.500 Neugeborenen beobachtet. Dabei kann der Bauchhöhleninhalt in die Pleurahöhle, das Mediastinum oder sogar in die Herzbeutelhöhle (peritoneoperikardiale Zwerchfellhernie, häufigste angeborene Hernie bei Hund und Katze) vorfallen. Nach der Geburt sind Zwerchfellhernien zumeist traumatisch (Unfälle, schweres Heben, Schwangerschaft, Übergewicht, Sport) bedingt. Dabei unterscheidet man echte Zwerchfellhernien, bei denen eine Aussackung des Bauchfells die vorgefallenen Organe umgibt, und Zwerchfellrupturen, die ohne Bildung eines Bruchsacks aus Bauchfell einhergehen. Hernien treten am häufigsten an den Schwachstellen des Zwerchfells (Bochdalek-Lücke, Morgagni-Loch und Larrey-Spalte) oder im Bereich des Aorten- oder Speiseröhrenschlitzes (Hiatushernie) auf. Eine Hiatushernie begünstigt den Rückfluss (Reflux) von saurem Mageninhalt in die Speiseröhre, da das Zwerchfell dann nicht zum Verschlussmechanismus des unteren Ösophagussphinkters beitragen kann.
Beim Hyperventilationssyndrom kommt es aufgrund einer psychischen Störung zu einer Erhöhung der Kontraktionsfrequenz („Zwerchfellsneurose“).

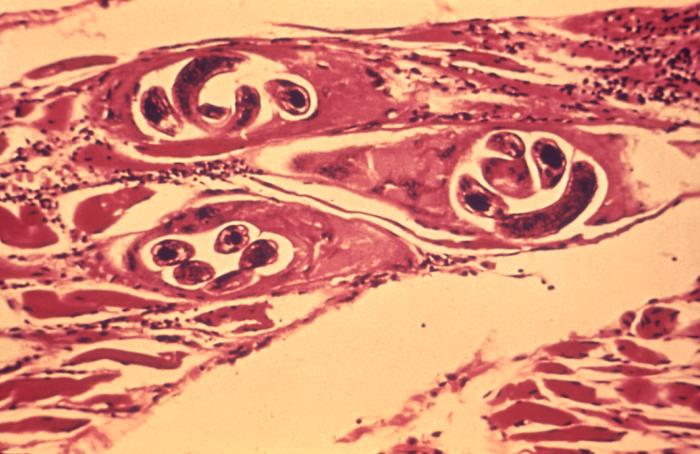
Muskelzysten der Trichine Trichinella spiralis

Eine Entzündung des Zwerchfells wird als Diaphragmitis bezeichnet. Sie ist eine lokalisierte Muskelentzündung (Myositis), die meist mit Zwerchfellhochstand, Schmerzen und Bewegungseinschränkung des Zwerchfells einhergeht. Eine ausschließlich auf das Zwerchfell begrenzte Muskelentzündung ist aber äußerst selten. Eine häufige Ursache war der Befall mit Trichinen (Trichinellose). Diese parasitäre Erkrankung ist durch die bei allen Schlachttieren, die keine reinen Pflanzenfresser sind, gesetzlich vorgeschriebene Trichinenuntersuchung weitestgehend zurückgedrängt. Bei der Trichinenschau wird eine Muskelprobe aus dem Lendenteil des Zwerchfells (Zwerchfellpfeiler) des Schlachttieres entnommen und mikroskopisch auf das Vorhandensein von Trichinen untersucht.
Eine Schädigung des Zwerchfellnerven (Phrenikuslähmung) oder eine Querschnittlähmung oberhalb des Ursprungs des Zwerchfellnerven und damit eine Unterbrechung zwischen dem Taktgeber Atemzentrum und den Wurzelzellen des Phrenikus führt zu einer Lähmung des Zwerchfells (Zwerchfelllähmung oder Zwerchfellparese). Eine Zwerchfellparese kann auch im Rahmen einer sogenannten neuralgischen Schulteramyatrophie mit Ausfall von Teilen des Plexus brachialis oder eines Capsula-interna-Syndroms, dem häufig eine Zirkulationsstörung in den Arteriae lenticulostriatae zugrunde liegt, auftreten. Bei einseitiger Schädigung des Nerven kommt es zu einer paradoxen Zwerchfellbewegung (Kienböck-Zeichen): Das Zwerchfell bewegt sich auf der erkrankten Seite bei der Einatmung infolge des Unterdrucks auf- und bei der Ausatmung durch den Druckanstieg abwärts. Eine einseitige Durchtrennung des Zwerchfellsnervs (Phrenikotomie) wurde früher zur Ruhigstellung einer Lunge z. B. bei Tuberkulose durchgeführt (Zu den Pionieren auf dem Gebiet der Zwerchfellchirurgie vor dem Ersten Weltkrieg gehörte Ferdinand Sauerbruch). Gefährlicher als Phrenikuslähmungen sind den ganzen Körper betreffende (generalisierte) Störungen der neuromuskulären Überleitung (z. B. bei der myasthenischen Krise, bei Botulismus oder durch Curare und andere Muskelrelaxantien), weil sie die gesamte Atemmuskulatur beeinträchtigen und zu einem Atemstillstand führen.

## Vergleichende Anatomie
Die Ausbildung des Zwerchfells ist spezifisch für Säugetiere. Bei manchen Säugetieren, wie zum Beispiel Delphinen, ist das Zwerchfell rein muskulär, d. h. es fehlt das Centrum tendineum wie beim Menschen. Bei Hasen ist die Pars lumbalis an besonderen unpaaren Knochenvorsprüngen der Lendenwirbel befestigt und ist besonders beim schnellen Laufen wirksam.

### „Zwerchfell“ der Krokodile

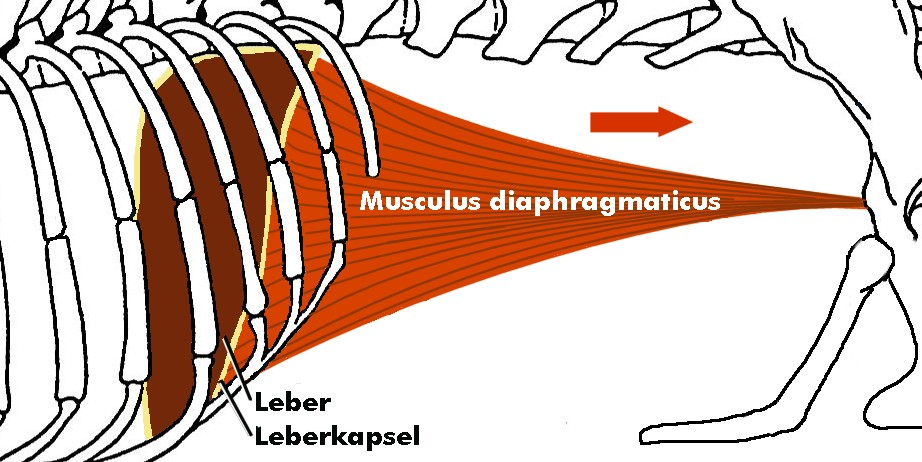
Leberkolbenmechanismus bei Krokodilen

Unter den Wirbeltieren nehmen Krokodile eine Sonderstellung ein. Sie haben zwar kein eigentliches Zwerchfell, aber die Leber und ihre Bindegewebskapsel bilden eine Trennwand zwischen Brust- und Bauchhöhle, die von einem Muskel bewegt werden kann. Sie entspricht am ehesten dem Septum transversum (s. o.) der Säuger, da auch bei den Säugetieren die Leber im Septum transversum entsteht und sie bei Erwachsenen durch kurze Leberbänder eng mit dem Zwerchfell verbunden ist.
Der paarige Zwerchfellmuskel (Musculus diaphragmaticus) der Krokodile entspringt beidseits am Becken und der Innenseite der letzten Rippe. Der Muskel zieht sich fächerförmig verbreiternd nach vorn und setzt größtenteils an der Leberkapsel an. Einige Fasern ziehen medial bis zum Herzbeutel. Der Zwerchfellmuskel ist damit am ehesten mit dem Lendenteil der Säugetiere vergleichbar, obwohl Zwerchfell und Zwerchfellmuskel der Krokodile nicht homolog sind. Bei der Kontraktion verlagern beide Zwerchfellmuskeln die Leber nach hinten. Die Leber bewirkt also, wie der Kolben einer Pumpe („Leberkolbenmechanismus“, engl. hepatic piston), eine Erweiterung der Brusthöhle und damit der Lungen. Diese besondere Atemmechanik ist dafür verantwortlich, dass bei den Krokodilen äußerlich kaum Atembewegungen sichtbar sind.

## Zwerchfell als Lebensmittel
Die Zwerchfellpfeiler des Rindes werden in der Küchensprache als Nierenzapfen, die übrigen Muskelanteile als Saum- oder Kronfleisch bezeichnet und vermarktet. Zudem wird für Trichinenuntersuchung zumeist eine Probe aus der Zwerchfellmuskulatur verwendet.